# Projet de transfert d'eau Rhône-Barcelone
Le projet de transfert d'eau Rhône-Barcelone est un projet d'ouvrage hydraulique devant permettre à Barcelone et à la Catalogne de bénéficier des eaux du Rhône, afin d'assouvir ses besoins pour l'irrigation et la consommation d'eau urbaine. Lancé à la fin des années 1990, le projet a été mis en sommeil au milieu des années 2000, puis abandonné à la fin de la décennie. La mise en service d'une usine de dessalement en 2009 a en effet apporté une solution à la question de l'approvisionnement en eau de Barcelone.

## Histoire

### Contexte
En 1983, puis 1987 et 1989, la Catalogne doit demander à la SCP, société exploitant le canal de Provence, de lui acheminer de l’eau douce, ce qu'elle fait depuis le terminal de Lavéra à Martigues, dans le golfe de Fos-sur-Mer. Sous l'impulsion de Jordi Pujol, la Generalitat de Catalogne, dont il assure la présidence entre 1980 et 2003, inscrit parmi ses priorités des années 1990 l'approvisionnement en eau de la province.
L'approvisionnement catalan est alors tributaire de l'Èbre, dont la gestion est assurée par l'État espagnol, et par deux petits fleuves côtiers, le Ter et le Llobregat. Sur ces derniers, le débit est très insuffisant, et les prélèvements d'alors font qu'ils ont parfois du mal à atteindre la mer. En effet, le Ter approvisionne également la région de Gérone et la Costa Brava. Quant au Llobregat, les mines de sel abandonnées sur son cours chargent son eau en sodium et en potassium, ce qui oblige un triple traitement pour la rendre potable.
En France, une loi est votée en 1992 permettant de construire des schémas d’aménagement et de gestion des eaux avec les territoires associés à des cours d’eau ou à des aquifères, permettant légalement les projets d'acheminement Rhônes-Pyrénées.

### Développement
L'idée est de profiter des eaux du Rhône, le plus puissant des fleuves français, au moyen d'un aqueduc géant qui franchit les Pyrénées pour aller déverser ses eaux en Catalogne. Ce débit supplémentaire permettrait d'assurer l'alimentation en eau de la région barcelonaise. Les quatre-vingts communes et les cinq millions de son agglomération consomment en 2005 environ 600 millions de mètres cubes par an, dans une région dynamique et où affluent les touristes. Contrairement à l'Espagne, la France et notamment le Bas-Rhône dispose d'excédents d'eau douce disponible. Le projet catalan correspondrait au prélèvement d'1 % des eaux du fleuve. En outre, la compagnie exploitante du canal amenant les eaux du Rhône à Montpellier dispose d'une réserve de débit très importante, les besoins de l'irrigation des vergers de l'Hérault n'ayant pas augmenté au rythme initialement prévu.
La discussion est entamée entre les autorités catalanes et la compagnie d'aménagement du Bas-Rhône et du Languedoc, société d'économie mixte détentrice de la concession d'exploitation du canal acheminant déjà l'eau du Rhône aux portes de Montpellier. Les discussions sont rejointes par ATLL, entreprise assurant la distribution d'eau en Catalogne. Et en 1997, le projet paraît en bonne voie avec la création de la SEPA LRC (société d'étude et de promotion pour l'aqueduc Languedoc-Roussilon-Catalogne), portée par les géants de l'énergie, de l'eau et du BTP français : Alstom, Générale des Eaux, EDF, Bouygues, Spie Batignolles, Suez Lyonnaise des Eaux. Début 2003, le gouvernement espagnol se rapproche des autorités catalanes dans l'élaboration du projet.
Après un accord de la Communauté urbaine de Marseille le 8 février 2008, autorisant la Société des eaux de Marseille à vendre à Agbar de l'eau tirée de l'usine de potabilisation de Sainte-Marthe, le premier chargement arrive le 21 mai 2008, avec à son bord 36 000 m3 d'eau, avec un rythme quotidien de 25 000 m3 supplémentaires. La SEM contribue ainsi aux 500 000 m3 demandés par Agbar, le reste étant fourni par la SCP à partir des eaux du Verdon.

### Abandon
Toutefois, les dimensions pharaoniques du projet et les difficultés politiques imaginées ou avérées dans la mise en place d'un contrat de concession transfrontalier, ont petit à petit fait douter de la faisabilité du projet. En 2004, l'État espagnol met en marche un plan national pour l'amélioration de l'approvisionnement en eau des différentes provinces, notamment celles de la côte méditerranéenne. En 2009, l'ouverture de l'usine de dessalement au Prat de Llobregat met le projet en sommeil, apportant une réponse aux problèmes d'approvisionnement en eau de la Catalogne.
Côté français, la question du cheminement de l'eau jusqu'à Narbonne se poursuit, avec un débat public organisé de septembre à décembre 2011 sur la question.

## Aspects techniques
L'aqueduc prendrait son départ près de Montpellier, au débouché du canal Philippe-Lamour, passerait sous les Pyrénées à hauteur du col du Perthus en empruntant un tunnel de 4 km pour aboutir aux environs de Cardedeu, au nord de Barcelone. L'aqueduc souterrain de 330 km — 200 en France et 120 en Espagne — aurait une capacité de 10 à 15 m3/s. 118 nouveaux barrages sont prévus dans son plan de construction.
Son coût est estimé à 8 milliards de francs en 2000, puis à "près d'un milliard d'euros" en 2003. Le coût estimé du transfert est établi par BRL à 4 F/m3. 3000 emplois sur 3-4 ans étaient prévus pour les besoins de la construction.

## Problématiques
Selon le chercheur au CNRS Michel Drain, le projet de transfert d'eau Rhône-Barcelone, bien que minime à l'échelle mondiale, se positionnerait en fer-de-lance d'une économie de l'eau basée uniquement sur sa valeur marchande en ignorant les valeurs environnementales et patrimoniales que la maîtrise de l'eau implique. Dans son argumentaire, il observe que la pratique des transferts d'eau - ancestrale - commence à prendre des volumes considérables, et rappelle que les grands projets transfrontaliers sont surtout un imbroglio politique et financier.
Au niveau du gouvernement espagnol, ce projet annonce plus d'indépendance de la Catalogne vis-à-vis de Madrid, et une dépendance certaine de Madrid vis-à-vis de l'État français, ce qui ne plaît pas dans l'organe central du gouvernement. L'Europe est favorable à ce type de projets transfrontaliers, mais pour les partis environnementaux l'Europe ne devrait pas pouvoir investir autant dans un projet à caractère privé, la distribution de l'eau. Ces transferts d'eau douce se font sans étude d'impact, ce que déplorent les écologistes de l'association Robin des bois. Le réseau associatif Ecoforum défend lui que vendre de l'eau par cargo à une population au lieu d'adresser ses problèmes écologiques et de gaspillage est une pratique qui ne colle pas avec les valeurs communautaires de l'Europe.
Côté français, les agriculteurs craignent que ce gigantesque transfert d'eau n'achève complètement les déséquilibres économiques avec leurs homologues espagnols, l'Espagne bénéficiant déjà d'une main d'œuvre moins chère. Les élus locaux rappellent également que la région Languedoc-Roussillon prévoit des hausses démographiques importantes dans les prochaines années. Pour Thierry Ruf, géographe au sein de l'UMR GRED, l'acheminement de l'eau par bassin versant dans le Roussillon n'est pas cohérent avec les caractéristiques géographiques de la région dont les points d'eau représentent une mosaïque complexe d’unités locales d'aménagement.

## Articles liés
- Gestion intégrée des ressources en eau